# صموئيل مريديث
صموئيل مريديث (بالإنجليزية: Samuel Meredith) هو عسكري وسياسي أمريكي، ولد في 1741 في فيلادلفيا في الولايات المتحدة، وتوفي في 10 فبراير 1817 في مقاطعة واين في الولايات المتحدة. انتخب Treasurer of the United States ‏.